# Wierzba wawrzynkowa
Wierzba wawrzynkowa, wierzba wawrzynkolistna (Salix daphnoides) – gatunek rośliny wieloletniej należący do rodziny wierzbowatych. Pochodzi z Europy, rozprzestrzenia się też gdzieniegdzie poza Europą. Ze względu na długą historię uprawy i rozprzestrzenianie – ustalenie pierwotnego zasięgu jest trudne. Przyjmuje się, że naturalnie rośnie w rejonie Bałtyku i w górach Środkowej Europy. W Polsce w stanie naturalnym występuje głównie w Karpatach, poza tym na wybrzeżu. 

## Morfologia

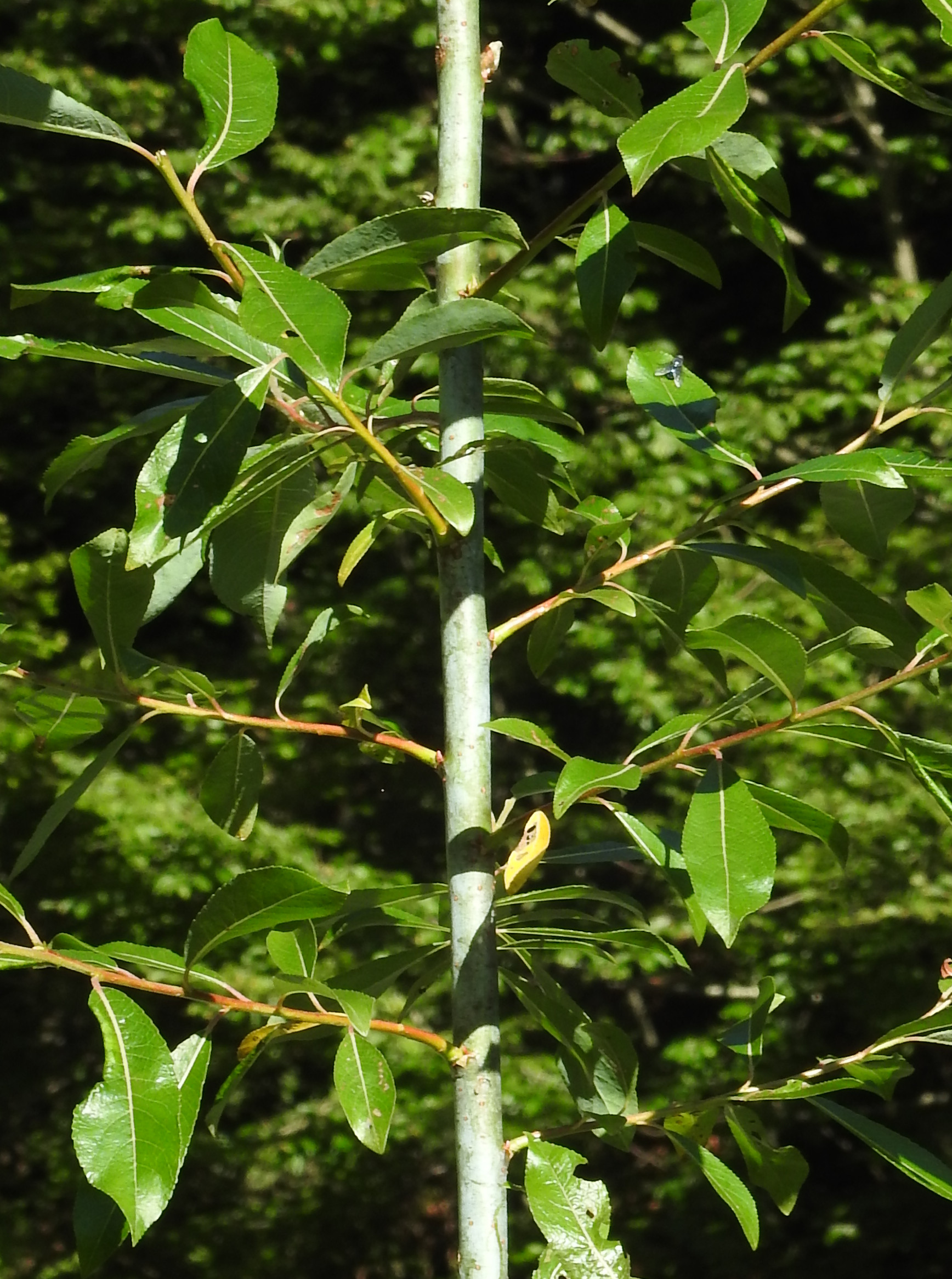
Pęd i liście

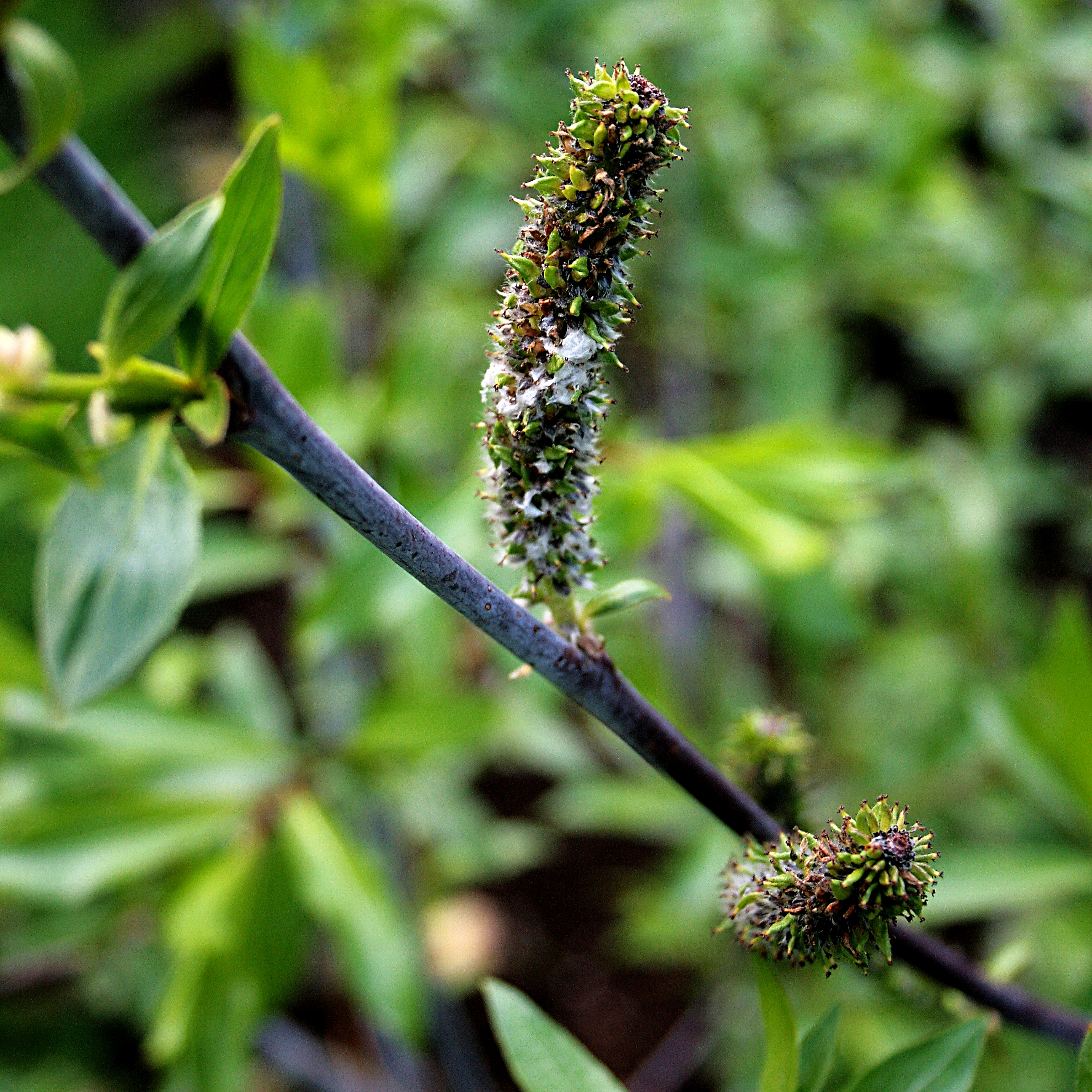
Owoce

PokrójKrzew lub drzewo o wysokości do 18 m. Ma nieregularny pokrój. Posiada krótki pień.
KoraKora ma szarą barwę. Jest relatywnie lekko spękana.
PędyRoczne gałązki obłe i długie, połyskujące, owłosione, koloru od zielonego do brązowego, później fioletowoszarego. Starsze gałęzie grube i kruche, pokryte sinoniebieskim woskowym nalotem. Pąki są wypukłe, duże i zaostrzone. Mają ciemnoczerwoną barwę i są błyszczące (są podobne do pędów wierzby purpurowej).
LiścieWąskolancetowate, zaostrzone, z obu stron nagie (czasami tylko główny nerw jest owłosiony oraz ogonek). Z wierzchu są ciemne i błyszczące, od spodu niebieskoszare. Mają długość do 10–12 cm. Podczas suszenia nie czernieją. Nietrwałe duże przylistki o ukośnie sercowatym kształcie.
KwiatyRoślina dwupienna. Kwiaty zebrane w kotki o dwubarwnych przysadkach; dołem jasnych, lub czerwonawych, górą czarniawych. Kotki bez szypułek, o szerokojajowatych przysadkach, duże, zwykle po kilka razem. W kwiatach żeńskich słupki siedzące, lub na bardzo krótkich trzonkach, zalążnia słupka przylegająco, gęsto owłosiona, znamię dwudzielne, krótsze od szyjki i wyraźnie łukowato rozchylone. Kotki męskie bezszypułkowe, o szerokości ok. 17 mm i długości do 5 cm, o przysadkach owłosionych głównie na brzegach. Młode kotki całkowicie otulone białymi, jedwabistymi włosami. Kwiaty męskie z 1 wydłużonym miodnikiem, o pręcikach różnej długości, z wolnymi nitkami i żółtymi pylnikami.
OwocTorebka.
Gatunki podobneWierzba ostrolistna ma cieńsze pędy, także jednoroczne z nalotem woskowym, liście węższe i dłuższe (do 15 cm).

## Biologia i ekologia
Siedlisko: nadmorskie wydmy, brzegi wód. Preferuje gleby piaszczyste. W klasyfikacji zbiorowisk roślinnych gatunek charakterystyczny dla związku zespołów (All.) Salicion eleagni. Kwitnie od marca do kwietnia, przed rozwojem liści. Roślina miododajna i owadopylna. Nasiona rozsiewane przez wiatr.

## Zmienność
Tworzy mieszańce z gatunkami: wierzba czerniejąca, w. iwa, w. krucha, w. purpurowa, w. płożąca, w. rokita w. szara, w. siwa, w. wiciowa.

## Zastosowanie
Czasami uprawiana jako roślina ozdobna, lub do nasadzeń krajobrazowych. Używana również do obsadzania piaszczystych nieużytków (np. żwirowisk).